# Greg Casar
Gregorio Eduardo Casar (Houston, Texas, 1989. június 2. –) amerikai demokrata politikus, 2023 óta az amerikai kongresszus alsóházának tagja, Texas állam 35. körzetének képviselője.

## Életpályája
Casar 1989-ben született Houstonban, Texas államban, mexikói bevándorlók gyermekeként. Apja, aki eredetileg Guadalajarából származott, orvosként dolgozott. 2007-ben érettségizett a Strake Jesuit College Preparatory-ban, ahol futóként is versenyzett. Később a Virginiai Egyetemre járt, ahol az egyetemi dolgozók béreinek emeléséért kampányolt. 2010-ben gyakornokként segítette a Workers Defense Project-et, diplomája megszerzése után pedig szakpolitikai igazgatóként kezdett dolgozni a szervezetnek, amely főként a bevándorlók, alacsony jövedelmű és építkezéseken dolgozók jogait védi, munkakörülményeik javítására törekszik Texasban. Itt jogi eljárásokban vett részt, melyek a dolgozóikat nem rendesen fizető cégek ellen irányult, valamint munkásokat szervezett be, hogy megjelenjenek a városháza előtt, és tanúskodjanak a munkaügyi reform mellett. 
2014-ben választották be Austin városházába, miután a város körzetalapú választásokra váltott. 25 évesen Casar volt a legfiatalabb, akit valaha beválasztottak a városházába. A Trump-kormány érkeztével 2017-ben sok mexikói bevándorlót kezdett letartóztatni az ICE, Casar pedig válaszként a bevándorlókat oktatta jogaikról, tüntetett és a közösségi médián terjesztette az Austinban történteket. Ezután a vezetésével Austin több progresszív jogszabályt iktatott be, mint a minimálbér emelése, a munkahelyi és oktatási körülmények javítása. A város ezek mellett megszüntette a hajléktalanok közösségi terekben való tartózkodása ellen szóló törvényt és Casar vezetésével véget vetett a kisstílű kannabisz miatti letartóztatásoknak.
2022-ben indult Texas 35. körzetének képviselőségéért. Az előválasztáson három másik demokrata politikus ellen indult, de végül megszerezte a szavazatok több, mint 60 százalékát. Az általános választásokon a republikánus Dan McQueen volt az ellenfele. Casar kampányát olyan prominens baloldali politikusok támogatták, mint Bernie Sanders és Alexandria Ocasio-Cortez. A választást megnyerte McQueen ellen, a szavazatok 72 százalékát megszerezve.

## Politikája
Casar baloldali politikus, tagja az Amerikai Demokratikus Szocialistáknak, az Egyesült Államok legnagyobb szocialista irányultságú szervezetének, bár a szervezet nem támogatta kongresszusi kampányát, miután Casar kinyilatkoztatta, hogy nem támogatja az Izraelt bojkottáló BDS-t, valamint, hogy támogatja az országnak biztosított szövetségi segélyt. A kongresszusi alsóházban tagja a Squad-nak, mely progresszív politikusok csoportja. Kampányweboldala szerint támogatja a mindenkinek biztosított egészségügyet, az abortuszhoz való hozzáférést, a Green New Deal-t, ami egy környezetvédelemre irányuló törvényjavaslat. Támogatja továbbá az igazságszolgáltatás, a bevándorlás és a fegyverbirtoklási törtvények reformját, a lakhatást, mint emberi jogot, valamint a szakszervezeteket.